# Rolf Heyne
Rolf Heyne (Berlin, 1928. május 2. – München, 2000. december 8.) német könyvkiadó.
Wilhelm Heyne fia volt, akivel együtt megalapította Németország második legnagyobb könyvkiadóját, a Wilhelm Heyne Verlagot. Halála után irodalmi díjat neveztek el róla.

## Külső hivatkozások
- Rolf Heyne adatlapja a Deutschen Nationalbibliothek honlapján[halott link]